# Cielo giallo
Cielo giallo (Yellow Sky) è un film western del 1948 diretto da William A. Wellman.

## Trama
1867. Un gruppo di sette sbandati capitanati da un ex sergente nordista, dopo aver partecipato ad una rapina in banca decide di fuggire nel deserto. La cavalleria, dopo averne ucciso uno, rinuncia a proseguire l'inseguimento. Dopo alcuni giorni, stremati dalla sete, i sei giungono in un villaggio abbandonato di nome Cielo giallo. Qui vengono accolti da una ragazza armata di fucile che indica loro la più vicina fonte. Il gruppo non mostra segni di gratitudine bensì, spinto da Duca, il più avido e freddo, desidera l'oro che probabilmente la ragazza e il suo anziano nonno ricavano dal luogo. Il sergente fa quindi un patto con il nonno: porteranno via solo metà dell'oro. Ma gli avidi Duca e Lungone cercheranno di prendere tutto l'oro, dopo aver iniziato una battaglia interna.

## Produzione

### Riprese
Il film venne girato in più luoghi della California: Death Valley National Park, Owens Lake e Alabama Hills.
Durante le riprese Gregory Peck si ruppe la caviglia in tre punti a causa di una caduta da cavallo.

### Cast
Inizialmente Lauren Bacall e Paulette Goddard sono state considerate per il ruolo della protagonista.

## Distribuzione

### Date di uscita
Il film venne distribuito in varie nazioni, fra cui:
- Stati Uniti d'America, Yellow Sky dicembre 1948
- Svezia, Desperados 21 febbraio 1949
- Australia 12 maggio 1949
- Francia, La ville abandonnée 8 luglio 1949
- Italia, Cielo giallo 1 settembre 1949
- Spagna, Cielo amarillo 14 novembre 1949
- Finlandia, Polttava aurinko 16 dicembre 1949
- Danimarca, Den forladte by 11 aprile 1950
- Austria, Glühende Erde 1951
- Germania Ovest, Herrin der toten Stadt 20 febbraio 1951
- Giappone 24 agosto 1951

## Accoglienza

### Botteghino
Il film incassò $5.600.000 negli USA.

### Critica
Si elogiano l'ambientazione, la regia e l'interpretazione, la pellicola nell'insieme viene definita come un classico robusto

## Riconoscimenti
1949 - Festival di Locarno: premio speciale per la regia.

## Remake
Nel 1967 ne fu realizzato il remake 6 pallottole per 6 carogne (The Jackals) di Robert D. Webb con Vincent Price.